# 白井ユリ
白井 ユリ（しらい ゆり、1976年4月9日 - ）は、日本のAV女優。プライムエージェンシーに所属していた。

## 略歴・人物
熟女系のAV女優。芸名は相原ひとみ、白井ユリ、瞳れいと変化している。
2014年にツイッターで、「白井ユリ」として再出発することとプライムエージェンシーへの移籍を報告。
趣味・特技:ヨガ、ショッピング、犬の散歩。

## 出演作品

### アダルトDVD

#### 「相原ひとみ」名義
2013年
- アラフォーとは思えないパーフェクトなカラダ 相原ひとみ 37歳 AV Debut（9月19日、SODクリエイト）※デビュー作
- 旦那公認「寝取られ」レンタルプレイ。1週間合計8本の他人チ○ポ アラフォーとは思えないパーフェクトなカラダ 相原ひとみ 37歳 デビュー第2章（10月24日、SODクリエイト）
- 旦那公認「混浴温泉1泊2日」スワッピング旅行で寝取られ性欲覚醒 アラフォーとは思えないパーフェクトなカラダ 相原ひとみ 37歳 最終章（11月21日、SODクリエイト）
- 友達の母親 －最終章－（12月26日、センタービレッジ）

2014年
- 下宿先の奥さんがエロすぎて…（1月1日、タカラ映像）
- 超本格官能近親エロ絵巻 うつくしい叔母さん（1月9日、タカラ映像）
- 友人の母 息子の友人に犯され、幾度もイカされてしまったんです…（1月13日、溜池ゴロー）
- 美義母 ひとみ（2月7日、マドンナ）
- 完熟 〜ニッポンの熟女はこれほどまでに艶かしい（2月13日、E-BODY）
- 超本格官能人妻エロ絵巻 温泉ソープに堕ちた妻（2月27日、タカラ映像）
- 今夜、妻の友達と二人きり…（3月7日、マドンナ）共演:長澤都
- 部下に寝取られた上司の妻 3（5月9日、LEO）共演:川上ゆう

#### 「白井ユリ」名義
2014年
- 妻の勝負下着 〜夫には決して見せない姿〜（5月13日、溜池ゴロー）
- 母娘旅行 服従する巨乳娘とバツイチ母の目覚める性欲（5月15日、グローリークエスト）共演:通野未帆
- 「36歳すぎて結婚できない」とチャカした姉の乳首をデコピン！敏感おっぱいに興奮しまくる弟を拒めず家族に内緒でまたがり慰めてあげる姉（5月22日、ナチュラルハイ）他出演:小早川怜子、音無かおり、西山あさひ
- 欲求不満のいやらしい美人ママは家にやってきた娘の彼氏を娘がいない隙に寝取って中出しさせる!（6月3日、MAGIC）他出演:大橋ひとみ、星野あかり
- パソコンに入っていた自分の母親のハメ撮り動画で興奮した隣の家の娘と恥ずかしい姿を見られ拒めなくなった母親を並べて親子丼（6月5日、ナチュラルハイ）共演:佳苗るか　他出演:一条星空、早川あゆ、青山ななせ、倉科紗央莉
- 欲求不満のシロート妻が大興奮♥ 僕のセンズリ見てください!!（6月6日、ドッグイア）他出演:元山はるか、波多野結衣、高沢沙耶、竹内紗里奈、YANAMO、真山美幸、佐々木恋海、青山真希、北川杏樹
- 独占!人の妻ワイドスペシャル だめ…そこ当てられたらイッちゃう! （6月20日（レンタル）/9月12日（セル）、アテナ映像）他出演:花井しおり、青山美咲、城田るり
- あなた、やめてっ!お願い、こんな所でっ!! 嫌がる妻をベットに引きずりこんで中出しっ!! 〜不動産内覧編〜（6月30日（レンタル）/8月8日（セル）、LEO）他出演:七海ひさ代
- 勃起チ〇ポ欲しさに回春マッサージする人妻たち21名5時間（7月4日、ドッグイア）他出演:森宮亜希、大塚美雪、矢沢美奈、浅倉彩音、美原咲子、山口智美、細川まり、唯沢まひる、星優乃 ほか
- 人妻拷問強制アクメ（8月1日、中嶋興業）
- 母親がズリネタになって童貞の息子にオナ指示↬一転筆おろし近親相姦 〜優しい美人ママがJOI、シコシコしか知らない息子の童貞チ○ポを赤面生挿入!〜（8月7日、ROCKET）共演:佐々木恋海、岸杏南、倖田李梨
- 四十路マダム 42（8月8日、クリスタル映像）他出演:藤井菜々子、藤井愛、柳留美子
- 素裸族 3 愛の駆け落ちテント生活厳格義父略奪近親相姦生中出しセックス（8月13日、セレブの友）
- すぐにSEXができるエロシェアハウス! 3 四十路パーフェクトボディ愛に飢えた美人妻シェアセックス快感生中出し!（9月13日、セレブの友）

### イメージDVD

#### 「白井ユリ」名義
- 妻美喰い いけない関係（2014年7月29日、オルスタックピクチャーズ）